# Суковіче
Суковіче (пол. Sukowicze) — село в Польщі, у гміні Шудзялово Сокульського повіту Підляського воєводства.
Населення — 53 особи (2011).
У 1975-1998 роках село належало до Білостоцького воєводства.

## Демографія
Демографічна структура станом на 31 березня 2011 року:
|          | Загалом | Допрацездатний вік | Працездатний вік | Постпрацездатний вік |
| -------- | ------- | ------------------ | ---------------- | -------------------- |
| Чоловіки | 30      | 3                  | 17               | 10                   |
| Жінки    | 23      | 1                  | 7                | 15                   |
| Разом    | 53      | 4                  | 24               | 25                   |